# Slingshot-carburateur
Een slingshot-carburateur is een schuifcarburateur die door Mikuni werd ontwikkeld voor Suzuki motorfietsen.
Deze carburateur heeft aan de luchtfilterzijde vlakke schuiven (eerst aluminium, al snel vervangen door kunststof), die aan de andere kant half rond zijn waardoor de gasstroming verbetert en vastzitten wordt tegengegaan. Hij werd voor het eerst (met SCAI) toegepast op de Suzuki GSX-R 750 J in 1988, later ook op andere typen.
Kawasaki paste een dergelijk systeem toe vanaf 1989 (Kawasaki ZXR 750), maar noemde dat Straight Shot.